# 全日本大学ミステリー連合
全日本大学ミステリー連合（ぜんにほんだいがくみすてりーれんごう）は、1975年に日本の6つの大学のミステリー同好会により結成された団体。全日本大学ミステリ連合とも表記される。
当初は全国規模の団体だったが、関西ミステリ連合が出来たこともあり、現在は関東の大学のミステリー同好会の集まりとなっている。毎年夏に、推理作家をゲストに招いて合宿を行っている。

## 結成の経緯
1952年、第二次大戦後初の大学のミステリー同好会である慶應義塾大学推理小説同好会が結成され、続いてワセダミステリクラブなどいくつかの大学でミステリー同好会が結成された。1975年、探偵小説専門誌『幻影城』の創刊号（1975年2月号）および2号（同3月号）に「ミステリ・クラブ紹介」の記事が掲載されたことをきっかけに、同年4月、下記の六大学により結成された。1977年には、機関誌『ミステリ・アヴェニュー』第1号を刊行した。

## 結成時の六大学
- 慶應義塾大学推理小説同好会（慶應義塾大学）
  - 1952年、医学部教授の木々高太郎を会長として発足。機関誌『推理小説論叢』。主な出身者：大伴昌司、紀田順一郎、草森紳一、田波靖男、小山正、杉江松恋
- ワセダミステリクラブ（早稲田大学）
  - 1957年、江戸川乱歩が顧問、文学部教授の鈴木幸夫（千代有三）が会長となり、仁賀克雄により発足。機関誌『PHOENIX』。詳細はワセダミステリクラブ参照。
- 青山学院大学推理小説研究会（青山学院大学）
  - 1964年発足（2010年現在、現存せず）。機関誌『A・M・マンスリィ』。主な出身者：風見潤、菊地秀行、竹河聖、日暮雅通、北原尚彦、津原泰水、鳴原あきら、顧問：山村正夫
- 立教ミステリ・クラブ（立教大学）
  - 1966年発足。乱歩の息子、平井隆太郎が顧問。機関誌『立教ミステリ』。主な出身者：戸川安宣、澤木喬、若竹七海
- 法政大学推理小説研究会（法政大学）
  - 1972年初夏発足（2010年現在、現存せず）。荒正人を顧問格に迎え活動した。機関誌『ミステリジー』。[1]
- 独協・ミステリィクラブ[2]（獨協大学）
  - 1973年6月、7名で発足（2010年現在、現存せず）。顧問はD・H・ロレンス研究家の北沢滋久。機関誌『ドップラー』（1973年12月に零号発行）。[3]

## のちに参加した大学
『日本ミステリー事典』で挙げられている大学。機関誌名は『幻影城』41号（1978年3月号）参照。
- 明治大学
- 成蹊大学
- 成城大学ミステリークラブ（機関誌『ミステリアーナ』）
- 国際基督教大学SF&ミステリ・ソサイエティ（機関誌『発禁回路』）
- 山形大学
- 広島修道大学ミステリィクラブ（機関誌『怪人群』）